# Towamensing Trails
Towamensing Trails es un lugar designado por el censo ubicado en el condado de Carbon en el estado estadounidense de Pensilvania. En el Censo de 2010 tenía una población de 2.292 habitantes y una densidad poblacional de 142 personas por km².

## Geografía
Towamensing Trails se encuentra ubicado en las coordenadas 40°59′39″N 75°34′55″O / 40.99417, -75.58194. Según la Oficina del Censo de los Estados Unidos, Towamensing Trails tiene una superficie total de 16.14 km², de la cual 15.39 km² corresponden a tierra firme y (4.62%) 0.75 km² es agua.

## Demografía
Según el censo de 2010, había 2.292 personas residiendo en Towamensing Trails. La densidad de población era de 142 hab./km². De los 2.292 habitantes, Towamensing Trails estaba compuesto por el 88.18% blancos, el 0.7% eran afroamericanos, el 0.26% eran amerindios, el 0.92% eran asiáticos, el 0% eran isleños del Pacífico, el 1.35% eran de otras razas y el 1.61% pertenecían a dos o más razas. Del total de la población el 7.37% eran hispanos o latinos de cualquier raza.